# کلینهویا هسپیتا
کلینهویا هسپیتا (نام علمی: Kleinhovia hospita) نام یک گونه از تیره پنیرکیان است.